# Tricontinental
Tricontinental és una revista trimestral d'esquerres fundada després de la Primera Conferència Tricontinental de 1966 a l'Havana. Va ser la publicació oficial de l'Organització de Solidaritat amb el Poble d'Àsia, Àfrica i Amèrica Llatina (OSPAAAL) que la va publicar fins al 2019.
Des de la fundació de Tricontinental l'agost de 1967 fins a la dissolució de la Unió Soviètica el 1991, que va provocar una ràpida recessió de l'economia cubana, es van plegar cartells de propaganda i es van encartar dins dels exemplars de la revista, fet que es va haver d'aturar a causa de l'escassetat de tinta.
Tricontinental es va tornar a imprimir el 1995. L'any 2000 es va prendre la decisió de començar a reimprimir els cartells. La producció d'aquests materials va cessar amb la dissolució de l'OSPAAAL el 2019. La revista es distribuïa arreu del món, i en el seu moment àlgid, arribava a 87 països i tenia més de 100.000 subscriptors, la majoria estudiants.